# Lopholatilus chamaeleonticeps
Lopholatilus chamaeleonticeps é a maior espécie da família Malacanthidae. Alcança um comprimento entre 96 e 112 cm. É uma espécie de crescimento lento e longeva, com quatro estágios de vida. Após a eclosão dos ovos, as larvas são encontradas em plânctons. Ao se desenvolverem em juvenis, os indivíduos buscam abrigo até encontrar ou construir suas próprias tocas. Como adultos, continuam a expandir suas tocas no sedimento ao longo da vida. A dieta das larvas é desconhecida, mas presume-se que consista em zooplâncton; juvenis e adultos alimentam-se de diversos invertebrados bentônicos, crustáceos e peixes. Após atingirem a maturidade sexual, entre 5 e 7 anos, as fêmeas depositam ovos durante a temporada de acasalamento para que os machos os fertilizem, com cada fêmea produzindo, em média, 2,3 milhões de ovos.
A pesca de Lopholatilus chamaeleonticeps é regulamentada para evitar a pesca predatória. As regulamentações incluem limites de captura e restrições de equipamentos para prevenir danos ao habitat e à população da espécie. Essas medidas resultaram na recuperação da população, o que levou a um aumento no limite de captura em 2012 na parte sul da costa atlântica.

## Taxonomia e nomenclatura
A espécie foi descoberta em 1879, quando um arrastão de bacalhau capturou alguns exemplares por acaso ao largo da costa de Massachusetts. A espécie foi nomeada Lopholatilus chamaeleonticeps por George Brown Goode e Tarleton Hoffman Bean em 1896, em sua obra seminal Oceanic Ichthyology, A Treatise on the Deep-Sea and Pelagic Fishes of the World, a partir de um exemplar coletado a 130 km a sudeste de Nomans Land, Massachusetts. A descoberta do peixe foi anunciada anteriormente na revista Science (Vol. 5, No. 101, 9 de janeiro de 1885, pp. 29–30). Seu gênero é Lopholatilus [en], pertencente à família Malacanthidae. Os peixes da família Malacanthidae fazem parte de Percoidea, uma subordem da ordem Perciformes. L. chamaeleonticeps ganhou o apelido em inglês de "great northern tilefish" devido ao seu tamanho prodigioso e à sua descoberta em latitudes relativamente altas para um membro da família Malacanthidae. Quando usado na culinária, a espécie é geralmente chamada em inglês de "golden tile", devido às grandes manchas amarelas em seu dorso azul-esverdeado e laterais amarelo-claro ou rosadas. A espécie é distinguida de outros membros de sua grande família por uma crista proeminente na cabeça.

## Características

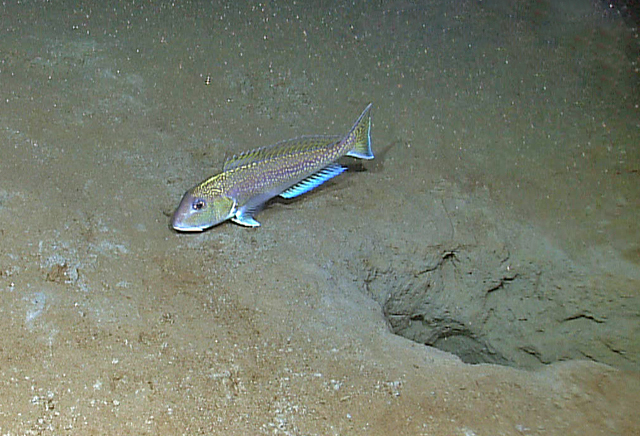
Exemplar adulto.

Lopholatilus chamaeleonticeps é a maior espécie da família Malacanthidae; os machos podem atingir até 112 cm de comprimento furcal (CF) e as fêmeas, 100 cm CF. Durante os primeiros quatro anos de vida, crescem a uma taxa típica de 10 cm por ano, após o que a taxa de crescimento diminui. Atingem a maturidade sexual quando têm entre 50 e 70 cm de comprimento. Estudos variados indicam que a expectativa de vida dos peixes que sobrevivem até a idade adulta varia de 25 a 35 anos.
O dorso do peixe é iridescente e azul-esverdeado, com muitas manchas amarelas e douradas. O ventre é branco. A cor da cabeça varia de azul-claro a uma mistura rosada durante a temporada de reprodução. Os exemplares apresentam um tom de azul sob os olhos. Suas nadadeiras peitorais têm um tom claro de sépia, e a margem da nadadeira anal é de um azul-purpúreo.
Dados de comprimento por idade sugerem que os machos crescem mais rápido que as fêmeas, mas as fêmeas vivem mais. O maior exemplar macho tinha 112 cm de comprimento e cerca de 20 anos, enquanto o maior exemplar fêmea tinha 39 anos e alcançou 102 cm de comprimento total. O exemplar mais velho registrado foi uma fêmea de 46 anos que atingiu 85 cm de comprimento, enquanto o macho mais velho registrado tinha 105 cm e 29 anos.

## Comportamento

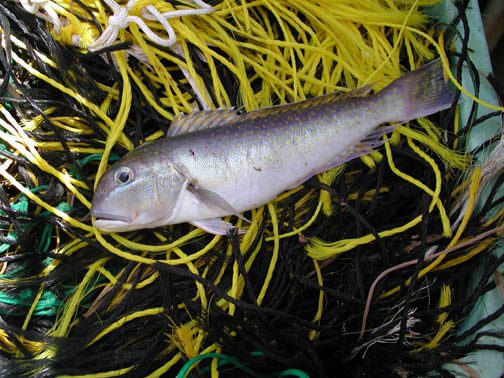
Lopholatilus chamaeleonticeps juvenil.

Lopholatilus chamaeleonticeps apresenta um comportamento único de escavação de tocas e preferência de habitat. Além da escolha peculiar de habitat, exibe crescimento sexualmente dimórfico, com os machos atingindo tamanhos maiores e sendo comportamentalmente dominantes sobre as fêmeas. Não é um peixe migratório, permanecendo em uma área local que atende às suas necessidades durante todo o ano. A migração sazonal pode ocorrer com mudanças nas temperaturas da água ao redor de Nantucket Shoals e Georges Bank durante o inverno ou primavera, mas essa teoria não tem evidências definitivas. Uma teoria concorrente sugere que eles podem reduzir sua atividade ou hibernar dentro de suas tocas durante períodos de temperaturas frias.
O ciclo de vida de Lopholatilus chamaeleonticeps começa como um ovo, que é não adesivo e flutuante. Ovos fertilizados artificialmente e mantidos em um ambiente entre 22 e 24 °C eclodem após 40 horas. As larvas recém-eclodidas têm cerca de 2,5 mm de comprimento. As larvas são encontradas em plânctons de julho a setembro no Middle Atlantic Bight. A fase de transição entre larvas e juvenis é desconhecida, mas os juvenis encontram ou escavam uma toca ou local de abrigo para habitar. Após crescerem e se tornarem sexualmente ativos, os adultos desovam durante a temporada de acasalamento para propagar a espécie.
A construção e expansão das tocas pelos peixes são objeto de pesquisas contínuas para melhor compreender o comportamento da espécie. Não se sabe se o peixe inicia a construção de uma toca ou se expande uma já existente. Presume-se que a toca é alongada e alargada à medida que o peixe cresce e envelhece. Geralmente, eles habitam suas próprias tocas, com compartilhamento observado entre pares de machos e fêmeas. Eles tendem a se agrupar em seu habitat, com tocas relativamente próximas umas das outras; a espécie não forma cardumes. A densidade de tocas pode chegar a 13.000 por km² na costa atlântica sul dos EUA, mas foram relatadas 1.600 tocas por km² em áreas habitadas do Golfo do México e 2.500 tocas por km² perto do Cânion Hudson. As tocas também abrigam várias espécies que vivem na área, como moluscos e outros crustáceos.

### Predação
Os predadores de Lopholatilus chamaeleonticeps são pouco compreendidos. Juvenis podem ser predados por tubarões da família Squalidae ou por enguias do gênero Conger, que são presas de Lopholatilus chamaeleonticeps adultos. Outros tubarões são presumidos como predadores, mas não há evidências de Lopholatilus chamaeleonticeps nadando livremente sendo atacados por tubarão-negro ou tubarão-corre-costa. O único predador listado para Lopholatilus chamaeleonticeps é o peixe-sapo. A função das tocas seria evitar predadores, mas isso é contestado, pois Lopholatilus chamaeleonticeps perseguidos tentam nadar mais rápido que seus predadores em vez de se abrigarem em suas tocas.

### Dieta
A dieta das larvas de Lopholatilus chamaeleonticeps é desconhecida, mas acredita-se que seja zooplâncton. Juvenis e adultos são onívoros, com preferência por pequenos invertebrados bentônicos, sendo caranguejos e lagostas os principais alimentos. Lopholatilus chamaeleonticeps também consome moluscos bivalves, salpas, lulas, cavalinhas, peixes da classe Myxini e arenques. Resíduos humanos, como cascas de batata e ossos de carne, também são consumidos. Eles também praticam canibalismo, alimentando-se de outros Lopholatilus chamaeleonticeps.

### Reprodução

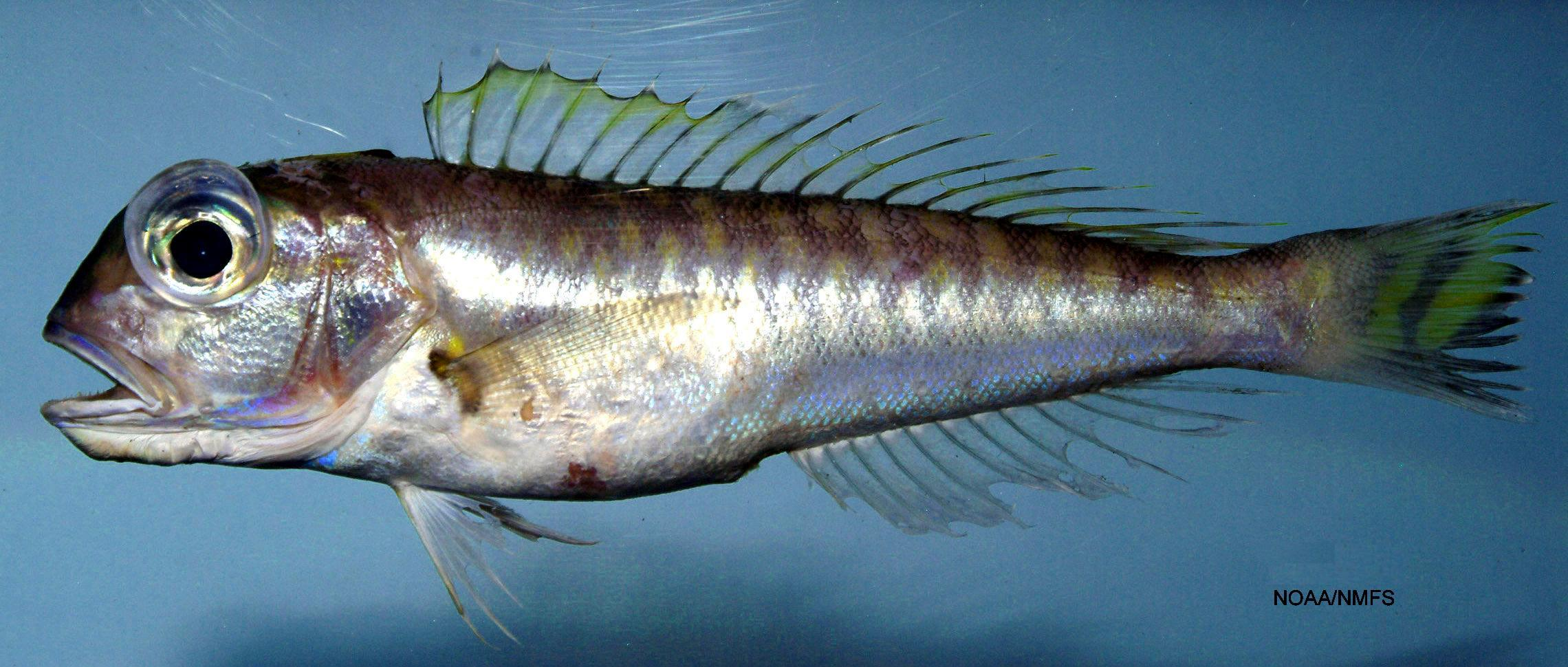
Exemplar juvenil.

A desova ocorre da primavera ao final do outono, de março a novembro. O pico de desova acontece de maio a setembro no Mid-Atlantic Bight, com diferenças de temperatura afetando o período de reprodução. Em águas dos EUA mais ao sul, a desova ocorre de abril a junho. Os machos crescem mais rápido e atingem tamanhos maiores que as fêmeas. A pressão pesqueira pode fazer com que os machos desovem em tamanhos menores e idades mais jovens.
O comportamento de desova da espécie é desconhecido, mas presume-se que seja poligâmico, com a fêmea escolhendo o macho. A formação de pares foi observada, presumindo-se que seja um comportamento para garantir a fertilização dos ovos durante a temporada. Estima-se que as fêmeas desovem a cada quatro dias, totalizando 34 vezes por temporada. Dependendo do tamanho, uma fêmea pode produzir de 195.000 a 8 milhões de ovos durante a temporada de desova, com uma média de 2,3 milhões de ovos.
Em resposta à pesca predatória, a idade de maturidade sexual de Lopholatilus chamaeleonticeps foi significativamente afetada. De 1978 a 1982, a idade média de maturidade sexual em machos caiu 2,5 anos, de 7,1 para 4,6 anos, resultando em machos atingindo a maturidade sexual antes das fêmeas. Em 2008, a idade média de maturidade sexual em machos havia subido para 5,9 anos. As fêmeas apresentam baixa capacidade reprodutiva após atingirem a maturidade sexual, aumentando com a idade, e sua maturidade sexual variou menos que a dos machos ao longo dos anos.
Uma pequena porcentagem de Lopholatilus chamaeleonticeps é conhecida por ser intersexual, possuindo tecidos sexuais opostos não funcionais. Exemplares machos também apresentaram uma cavidade proveniente de tecido ovariano e seios espermáticos. Lopholatilus chamaeleonticeps de ambos os gêneros no Golfo do México exibiram uma taxa mais alta de características intersexuais em comparação com outras populações.

## Distribuição e habitat

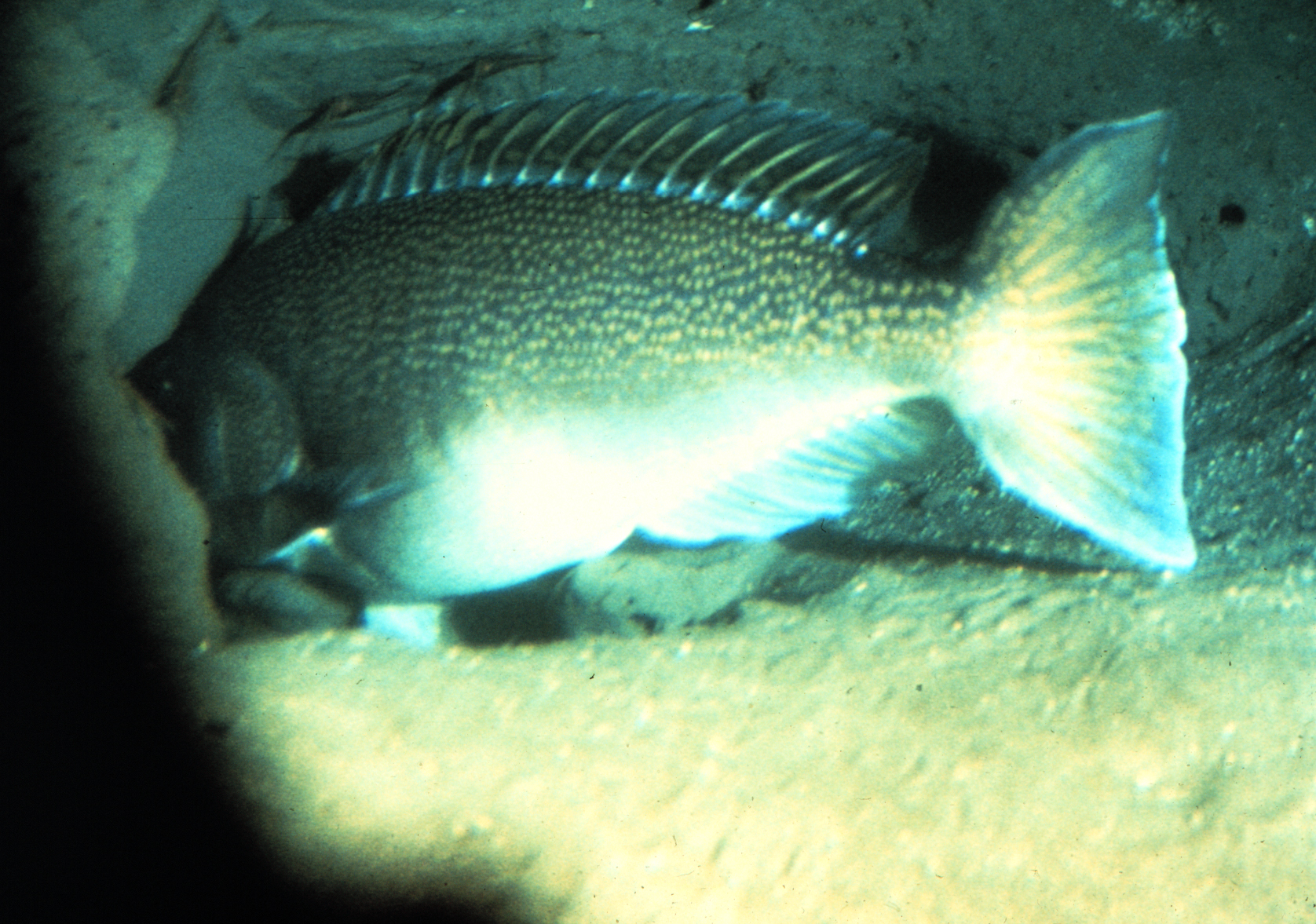
Lopholatilus chamaeleonticeps construindo uma toca em um depósito de argila.

A espécie é abundante nas águas territoriais dos Estados Unidos no Oceano Atlântico, estendendo-se ao norte até Nantucket Shoals e Georges Bank, descendo ao longo da Costa Leste dos Estados Unidos e entrando no Golfo do México ao longo da plataforma continental. Embora os peixes sejam relatados como mais abundantes entre 91 e 146 metros de profundidade a 24 °C, a Administração Nacional Oceânica e Atmosférica relata que a espécie vive no fundo do oceano, onde escava tocas no sedimento, entre 76 e 457 metros de profundidade, com temperaturas variando de 9 a 14 °C.
Lopholatilus chamaeleonticeps é conhecido por cavar e ocupar tocas ao longo da borda externa da plataforma continental e nas encostas de cânions submarinos em substrato de argila maleável. Devido à sua longa expectativa de vida, crescimento lento, sistema de reprodução complexo e especificidade de habitat, são vulneráveis à sobreexploração e suscetíveis a eventos de mortalidade em massa devido à intrusão de água fria e à pesca predatória. Sua abundância está fortemente correlacionada com a presença de substrato de argila siltosa, pois a argila macia permite que o peixe crie a toca simplesmente escavando o substrato. A temperatura mínima para Lopholatilus chamaeleonticeps é 9 °C. Observações e medições de temperatura são obtidas por interpolação. Gráficos de temperatura indicam que 9 °C é a norma para a área ao redor da Flórida e do Golfo do México.

## População e status de conservação
A redução na idade e tamanho durante a maturidade sexual na população de Lopholatilus chamaeleonticeps está ocorrendo ao longo da plataforma continental. No Mid-Atlantic Bight, tamanhos menores e idades mais jovens na maturidade foram observados em 2008, em comparação com os dados de levantamentos dos anos 1980, que mostravam uma população maior. Estimativas recentes de idade e tamanho na maturidade nas águas do sul dos EUA foram menores do que as relatadas no final dos anos 1980. Também foram observados poucos Lopholatilus chamaeleonticeps juvenis em levantamentos populacionais nas águas do sul dos EUA, tanto no Oceano Atlântico quanto no Golfo do México. Declínios na população podem afetar negativamente outros organismos no ambiente circundante, pois, sem Lopholatilus chamaeleonticeps, as tocas sob a plataforma continental desaparecerão, encerrando a relação simbiótica com outros organismos que usam os túneis como abrigo.
As regulamentações de pesca incluem limites de captura e restrições de equipamentos para evitar danos ao habitat e à população da espécie. Há diferentes restrições de equipamentos para pescadores comerciais e recreativos. Em 2007, foram impostas regulamentações para reduzir a colheita em um terço, como resposta à pesca predatória no Atlântico Sul. O limite de captura no Atlântico Sul foi aumentado em outubro de 2012 em resposta ao aumento da população. Os limites de 2013 nas águas do Atlântico Sul dos EUA para a espécie, medidos em peso eviscerado, foram de 184.144 kg para pesca com linha longa e 61.381 kg para pesca com anzol e linha. Os limites atuais de captura no Atlântico Sul, em 2019, são de 112.856 kg para linha longa e 37.619 kg para pesca com anzol e linha.